# هاتارالیادا
هاتارالیادا (به لاتین: Hataraliyadda) یک منطقهٔ مسکونی در سری‌لانکا است که در کندی (سری‌لانکا) واقع شده‌است.